# Kacper Lesiak
Kacper Lesiak (ur. 6 listopada 1996) – polski skoczek do wody. Mistrz Europy juniorów (2013). Czterokrotny wicemistrz Europy juniorów (2011-2014).

## Życiorys
Był zawodnikiem Stali Rzeszów, w 2018 został zawodnikiem AZS Politechniki Łódzkiej.
Odnosił sukcesy jako junior. W 2013 został mistrzem Europy w tej kategorii wiekowej w skokach z trampoliny (1 m.). Czterokrotnie zdobywał tytuł wicemistrza Europy (2011 - trampolina (1 m.), 2012 - trampolina (1 m.), 2013 - trampolina (3 m.), 2014 - trampolina (1 m.). Pierwszy medal seniorskich mistrzostw Europy zdobył w 2024, zajmując 3. miejsce w skokach z trampoliny 3 m. synchronicznie (z Andrzejem Rzeszutkiem).
Wielokrotnie reprezentował Polskę na mistrzostwach świata i Europy seniorów (w skokach synchronicznie tworzył duet z Andrzejem Rzeszutkiem). W poszczególnych startach zajmował miejsca:
- mistrzostwa świata:
  - 2015: trampolina 3 m. - 51. miejsce, trampolina synchronicznie - 13. miejsce
  - 2017: trampolina synchronicznie - 15. miejsce
  - 2019: trampolina 1 m. - 8 m., trampolina 3 m. - 21. miejsce, trampolina synchronicznie - 11. miejsce
  - 2023: trampolina 1 m. - 15 m., trampolina 3 m. - 39. miejsce, trampolina synchronicznie - 9. miejsce
  - 2024: trampolina 3 m. - 44. miejsce, trampolina synchronicznie - 7. miejsce, trampolina synchronicznie (mix) - 11. miejsce
- mistrzostwa Europy:
  - 2014: trampolina 1 m. - 11. miejsce, trampolina synchronicznie - 7. miejsce
  - 2016: trampolina 1 m. - 12. miejsce, trampolina synchronicznie - 4. miejsce
  - 2018: trampolina synchronicznie - 6. miejsce
  - 2024: trampolina 1 m. - 4. miejsce, trampolina 3 m. - 8. miejsce, trampolina synchronicznie - 3 m., trampolina synchronicznie (mix) - 6 m.

W 2018 wygrał zawody FINA Grand Prix w Gold Coast w konkurencji trampolina synchronicznie (z Andrzejem Rzeszutkiem).
Na letnich mistrzostwach Polski seniorów zdobył 11 złotych medali:
- trampolina 1 m.: 2016[6], 2017[7], 2019[8], 2021[9]
- trampolina 3 m.: 2016[6], 2023[10]
- trampolina 3 m. (synchronicznie): 2014[1], 2015[1], 2017[7], 2019[8], 2023[10]